# Madrid de los García
El Madrid de los García es el nombre dado para designar a una generación de futbolistas españoles que jugaron en el Real Madrid Club de Fútbol a finales de los años setenta y principios de los años ochenta del siglo XX. La entidad madrileña, por entonces con problemas económicos, no podía competir con los grandes clubes europeos por la contratación de grandes jugadores mundiales, así que hubo de recurrir a jugadores de la cantera, formados en el propio club. Entre tantos jugadores españoles había varios que se apellidaban García, de ahí el sobrenombre que se dio al conjunto.
El Madrid de los García, tal vez sin la calidad de otras alineaciones históricas del club, logró su mayor éxito en 1981 al acceder a la final de la Copa de Europa de clubes frente al Liverpool Football Club. Pese a perderla por 1-0 —tras un fallo de uno de los García, el defensa Rafael García Cortés—, privó al club conquistar su séptima Copa de Europa, tras conseguir acceder a la final después de quince años, fecha en la que ganó su último trofeo de la máxima competición europea de clubes.
Pese a la falta de éxito europeo del equipo, a nivel nacional Real Madrid estableció un nuevo período de dominio en La Liga, obteniendo un bicampeonato (1974-75 y 1975-76) y un tricampeonato (1977-78, 1978-79 y 1979-80).

## Los García

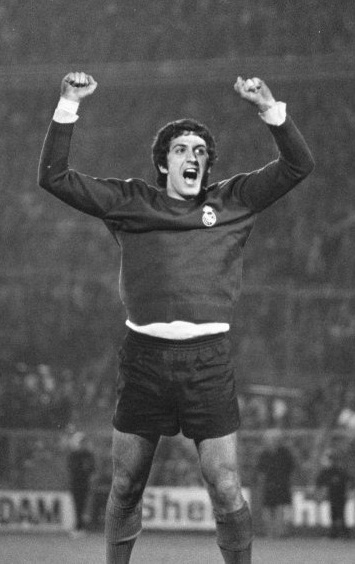
Mariano García Remón, portero de la citada generación.

- El guardameta Mariano García Remón fue el primero de los García. Compartía la titularidad con Miguel Ángel y con Agustín Rodríguez en su última época en el club, jugó desde 1971 a 1984.
- Francisco García Hernández jugó en el Real Madrid de 1978 a 1983. Sin llegar a ser titular, fue un suplente muy utilizado durante algunas temporadas.
- Rafael García Cortés jugó en el Real Madrid desde 1978 a 1982 si bien fue cedido un año al Burgos Club de Fútbol en 1979. Parecía destinado a ocupar un puesto en la zaga merengue, sin embargo su error en la final de la copa de Europa sentenció su carrera en el Real Madrid. No obstante, tuvo una gran carrera en el fútbol español jugando muchas temporadas en primera división, en el Real Zaragoza, el Mallorca y el Rayo Vallecano.
- Antonio García Navajas, fichado del Burgos, fue un suplente muy utilizado por el Real Madrid durante su permanencia en el club de 1979 a 1982. Continuó su carrera en el Real Valladolid.
- Ángel Pérez García, procedente de la cantera, nunca alcanzó un puesto de titular en el club, donde jugó dos temporadas. Su mayor éxito fue su marcaje a Kevin Keegan en la eliminatoria entre el Real Madrid y el Hamburgo en la copa de Europa de 1979. Tras dejar el club en 1981 marchó al Elche Club de Fútbol y luego al Real Murcia.

Además de estos jugadores que se apellidaban García y que dieron nombre a la generación, otros jugadores españoles completaban el equipo como Juan Gómez Juanito y Carlos Alonso Santillana como principales estrellas, junto con Vicente del Bosque, Ángel de los Santos y Ricardo Gallego en el centro del campo, los defensas José Antonio Camacho o Goyo Benito, y los entonces jóvenes delanteros Poli Rincón y Francisco Pineda.
La generación pertenece a una de las formaciones clásicas de la historia del club, siendo posterior al «Madrid de Di Stéfano» o el «Madrid de los yeyé», siendo éstos los otros equipos que consiguieron llevar al club a disputar una final de la Copa de Europa; e inmediato predecesor de otro de los más afamados equipos de canteranos del club conocido como «La Quinta del Buitre» y liderado por Emilio Butragueño, que si bien llevaron al club a conquistar dos nuevos títulos europeos, no consiguieron llegar a la final de la Copa de Europa.
Posteriormente llegó otra generación que en 1998, treinta y dos años después del último título de la máxima competición de clubes, y diecisiete desde la final del «Madrid de los García», conquistó la séptima Copa de Europa, rebautizada como Liga de Campeones de la UEFA, gracias a otra hornada de futbolistas canteranos como Manolo Sanchís y Miguel Porlán Chendo (que pertenecieron también al equipo de «La Quinta del Buitre»), Raúl González, José María Gutiérrez Guti, Víctor Sánchez, Santiago Cañizares, Fernando Sanz, Dani García y Pedro Contreras, y en donde militaban otros grandes jugadores españoles como Fernando Hierro, Fernando Morientes,  José Emilio Amavisca, Aitor Karanka además de los extranjeros Roberto Carlos, Fernando Redondo, Clarence Seedorf, Peđa Mijatović o Davor Šuker entre otros.